# Cercopithecus albogularis
El cercopiteco de cuello blanco (Cercopithecus albogularis) es una especie de primate catarrino (monos del Viejo Mundo) perteneciente a la familia Cercopithecidae. Habita en África y se distribuye entre Etiopía y Sudáfrica, incluido el este de la República Democrática del Congo. Se ha considerado como la misma especie del mono azul (Cercopithecus mitis), pero tiene una gran mancha blanca en la parte superior del pecho y la garganta, y el pelaje es grisáceo.

## Referencias

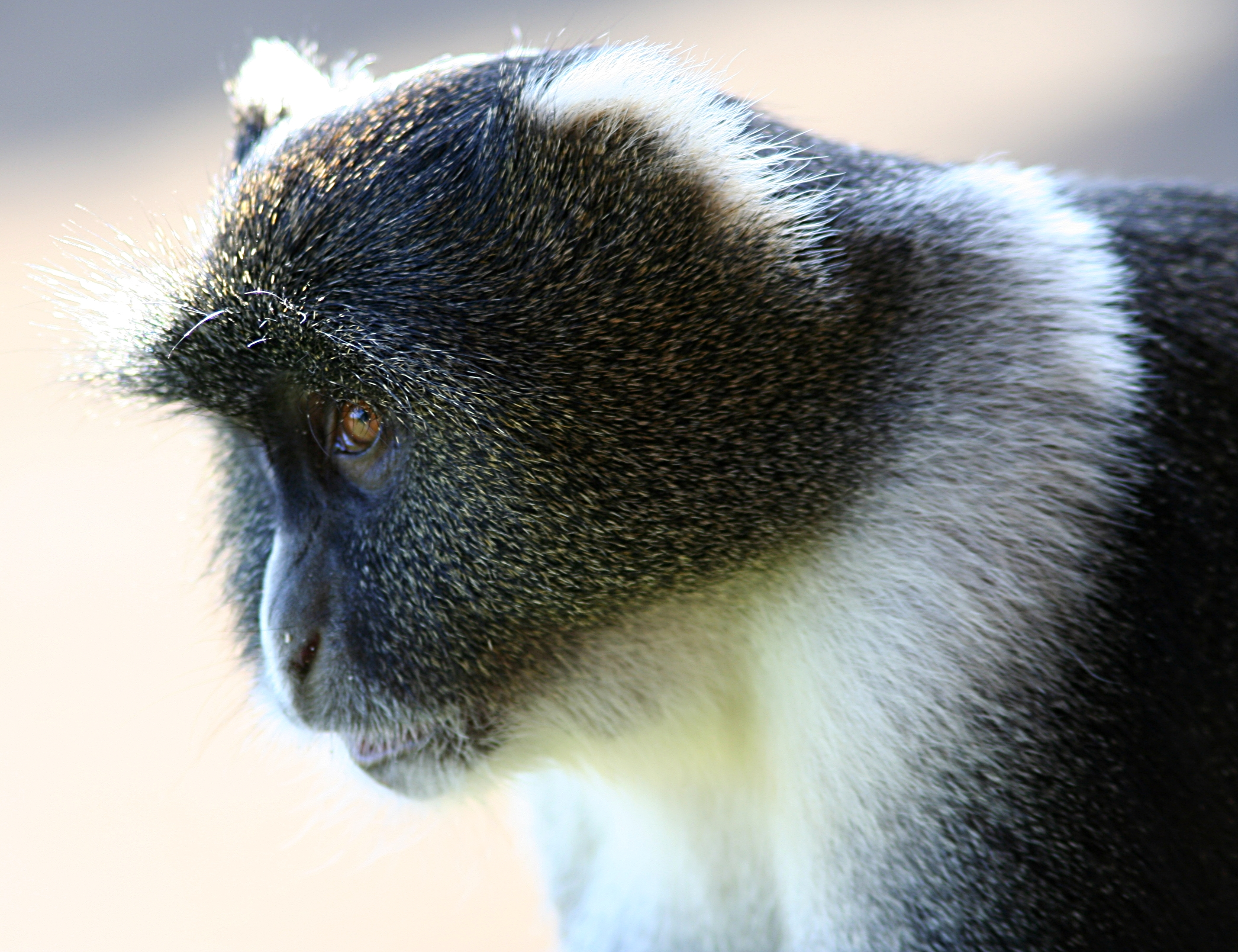
Sykes' Monkey en Kenia

## Subespecies
Hay 12 subspecies de Sykes' Monkey incluidas:
- Cercopithecus albogularis albogularis – Zanzibar Sykes' Monkey
- Cercopithecus albogularis albotorquatus – Pousargues' Sykes' Monkey
- Cercopithecus albogularis erythrarchus – White-throated Guenon
- Cercopithecus albogularis francescae
- Cercopithecus albogularis kibonotensis
- Cercopithecus albogularis kolbi
- Cercopithecus albogularis labiatus – White-lipped Monkey or Samango Monkey
- Cercopithecus albogularis moloneyi
- Cercopithecus albogularis monoides
- Cercopithecus albogularis phylax
- Cercopithecus albogularis schwarzi
- Cercopithecus albogularis zammaranoi – Zammarano's White-throated Guenon